# NGC 157
NGC 157 је спирална галаксија у сазвежђу Кит која се налази на NGC листи објеката дубоког неба.
Деклинација објекта је - 8° 23' 46" а ректасцензија 0h 34m 46,4s. Привидна величина (магнитуда) објекта NGC 157 износи 10,4 а фотографска магнитуда 11,2. Налази се на удаљености од 21,922 милиона парсека од Сунца. NGC 157 је још познат и под ознакама MCG -2-2-56, PGC 2081.